# Michael von der Heide

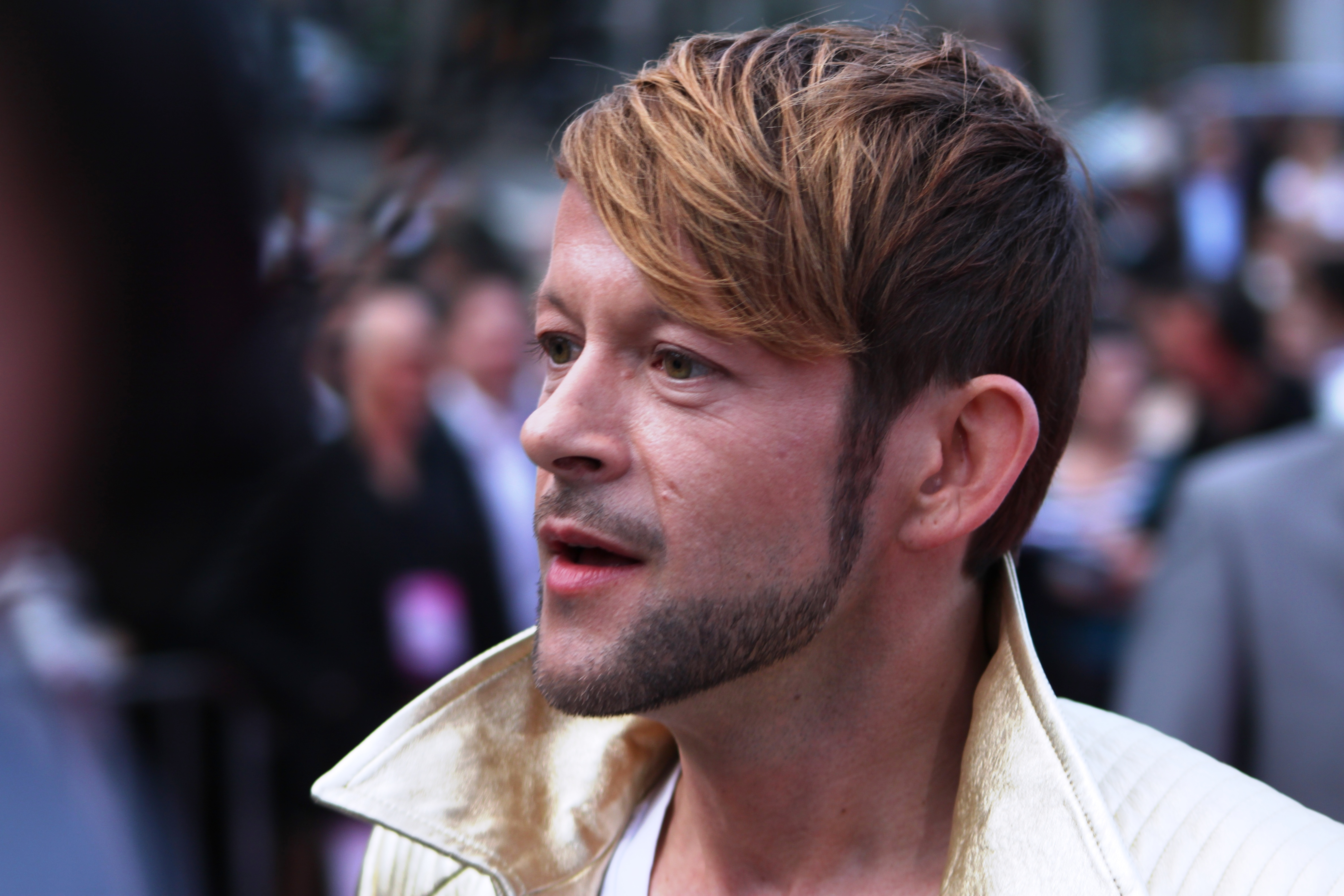
Michael von der Heide in Oslo (2010)

Michael von der Heide (* 16. Oktober 1971 in Amden) ist ein Schweizer Sänger.

## Leben
Von der Heide wurde als Sohn eines Deutschen und einer Schweizerin geboren. Mit 16 Jahren ging er als Au pair in die Romandie, nahm dort Gesangsstunden bei der Opernsängerin Ginette Girardier und entdeckte sein Talent für Chansons. Nach seiner Rückkehr in die Deutschschweiz machte er in Winterthur eine Ausbildung als Krankenpfleger. Kurz danach begleitete er Vera Kaa als Babysitter für ihren Sohn auf ihrer Tournee. 1990 nahm er am Nachwuchswettbewerb von Showszene Schweiz teil, konnte sich aber nicht durchsetzen. Fünf Jahre später gewann er den Schweizer KleinKunstPreis, und 1996 spielte er im Theaterstück Lina Böglis Reise (Regie Christoph Marthaler) mit.
Im selben Jahr veröffentlichte er sein erstes Album mit dem Titel Michael von der Heide, das über 15.000 Mal verkauft wurde. Es gelang ihm als einem der wenigen deutschsprachigen Schweizer Künstler, den «Röstigraben» zu überspringen. Die Westschweizer Zeitung Le nouveau quotidien titelte «une nouvelle étoile est née» (ein neuer Stern ist geboren).
1998 veröffentlichte er sein zweites Album, 30° – an den Texten beteiligt waren unter anderem Autoren wie Martin Suter, Milena Moser und Corin Curschellas. Die erste Single, Jeudi amour, wurde zu einem grossen Hit und erhielt den Preis «Silberner Hase». Das Album wurde von der Musikkritik gelobt, und es wurden über 24.000 Exemplare verkauft.
1999 nahm er mit dem Lied Bye Bye Bar an der deutschen Vorentscheidung zum Eurovision Song Contest teil. Das Lied wurde vom Schweizer Filmregisseur Micha Lewinsky getextet und von Thomas Fessler komponiert. Von der Heide initiierte das Liveprojekt «Divamix» mit Maja Brunner und Christina Jaccard.
2000 erhielt er den Deutschen Kleinkunstpreis. Er veröffentlichte sein drittes Album, Tourist, das von den Züri-West-Musikern Gert Stäuble und Tom Etter produziert wurde, und begann seine Zusammenarbeit mit Annette Humpe, mit der er zwei Lieder schrieb. Der Frontmann von Züri West, Kuno Lauener, adaptierte die Mörderballade Where the Wild Roses Grow auf Schweizerdeutsch und sang sie mit ihm im Duett. Die Single wurde von DRS3 zur «Coverversion des Jahres» gekürt. Das Album Tourist erreichte Platz 5 der Schweizer Hitparade und verkaufte sich über 24.000 Mal.
2001 verbrachte er in Paris und arbeitete mit Doriand, Olivier Libaux (Nouvelle Vague/Carla Bruni). Auf dem Album L’heröine au bain sang er im Duett mit Helena Noguerra.
Mit dem Live-Projekt Hildegard – Songs von und für Hildegard Knef – ging von der Heide auf Tour mit dem Gitarristen Adrian Stern und dem Pianisten Erich Strebel. Anschliessend wurde in Köln die CD Hildegard aufgenommen. 2002 veröffentlichte er das Album Frisch. Er sang im Duett mit Nina Hagen den Klassiker Kriminaltango, das deutsche Popduo 2raumwohnung steuerte die Ballade Die Liebenden bei. Es folgte eine Tournee durch Deutschland und die Schweiz.
2003 gab es die Albumveröffentlichung Helvetia mit ausgedehnter Tournee, die ihren Höhepunkt auf dem Jazzfestival Montreux erreichte. Für Hommage à Piaf stand er unter anderem mit Ute Lemper, Angélique Kidjo, Catherine Ringer und Regine auf der Bühne, um Piaf einen Abend zu widmen. 2005 veröffentlichte er 2pièces. Das Doppelalbum war eine Kollektion von bisherigen Erfolgen und bestückt mit neuen Titeln wie In den Bergen, geschrieben und produziert von Annette Humpe. Eine neue Version seines Songs Erfolg entstand in Zusammenarbeit mit dem Rapper Baze.
2007 war von der Heide als Texter für das Lied Bleib doch, bis es schneit für das Album 36 Grad des deutschen Elektroduos 2raumwohnung aktiv. Ausserdem sang er beim Titel 36 Grad im Chor. 2008 veröffentlichte er erstmals ein Album in Deutschland: Freie Sicht wurde von den Produzenten von Ich + Ich produziert und ist komplett auf Hochdeutsch gesungen. Zudem ist Annette Humpe auf diesem Album zu hören, sie singt mit beim Titel Leise.
Im Mai 2010 nahm von der Heide für die Schweiz am Eurovision Song Contest 2010 in Oslo teil. Mit dem Lied Il pleut de l’or trat er im zweiten Halbfinale an, erhielt aber die geringste Punktzahl (2 Punkte) und scheiterte damit am Einzug in das Finale. Die Single erreichte Platz 69 der Schweizer Hitparade. Auftritte in Deutschland, Portugal, Norwegen, Rumänien und Lettland folgten. Gegen die herabwürdigende Berichterstattung der Zeitung Blick über die Eurovision-Niederlage setzte sich von der Heide als bekennender Homosexueller erfolgreich gerichtlich zur Wehr.
Im Herbst 2010 trat von der Heide erstmals mit dem Symphonischen Orchester Zürich und Sina auf. Am Dirigentenpult stand Rainer Held. Im November 2010 hatte Meine faire Dame in Basel Premiere; von der Heide wirkte an der Seite der norwegischen Sopranistin Tora Augestad in der Uraufführung von Christoph Marthalers Inszenierung mit. Im Juni 2011 sang er den Titel Bleu Infini auf dem Album 2011 von DJ Antoine, das in den Schweizer Charts Platz eins erreichte.
Im September 2011 veröffentlichte er das Album Lido. Es stieg auf Platz 25 der Charts ein, anschließend ging er auf Tournee (Schweiz, Frankreich, Ukraine). Im Oktober stand er in der Uraufführung Hush no more, einer Inszenierung von Corinna von Rad im Theater Basel auf der Bühne. Von der Heide hat bis heute 14 Alben und 32 Singles veröffentlicht.
Von der Heide lebt seit rund 30 Jahren mit dem Modedesigner Willy Spiess in einer Beziehung. Die Option zu heiraten verneinte er aber bisher in Interviews.

## Diskografie

### Alben
| Jahr | Titel               | Höchstplatzierung, Gesamtwochen, AuszeichnungChartsChartplatzierungen (Jahr, Titel, Platzierungen, Wochen, Auszeichnungen, Anmerkungen) | Anmerkungen |
| Jahr | Titel               | CH | Anmerkungen |
| ---- | ------------------- | --- | ----------- |
| 1998 | 30°                 | CH18 (14 Wo.)CH |             |
| 2000 | Tourist             | CH5 (10 Wo.)CH |             |
| 2002 | Frisch              | CH44 (7 Wo.)CH |             |
| 2005 | 2pièces             | CH72 (3 Wo.)CH |             |
| 2008 | Freie Sicht         | CH39 (3 Wo.)CH |             |
| 2011 | Lido                | CH25 (3 Wo.)CH |             |
| 2015 | Bellevue            | CH19 (3 Wo.)CH |             |
| 2016 | Paola               | CH22 (4 Wo.)CH |             |
| 2019 | Rio Amden Amsterdam | CH24 (2 Wo.)CH |             |
| 2021 | Echo                | CH17 (1 Wo.)CH |             |
| 2023 | Nocturne            | CH9 (2 Wo.)CH |             |
| 2024 | Noël Noël           | CH7 (1 Wo.)CH |             |

Weitere Alben
- 1996: Michael von der Heide
- 2001: Hildegard
- 2003: Helvetia
- 2022: Echo – Live

### Singles
| Jahr | Titel Album                                             | Höchstplatzierung, Gesamtwochen, AuszeichnungChartsChartplatzierungen (Jahr, Titel, Album, Platzierungen, Wochen, Auszeichnungen, Anmerkungen) | Anmerkungen |
| Jahr | Titel Album                                             | CH | Anmerkungen |
| ---- | ------------------------------------------------------- | --- | ----------- |
| 2010 | Il pleut de l’or (It’s Raining Gold / Es regnet Gold) – | CH65 (1 Wo.)CH |             |

Weitere Singles
- 1996: Erfolg
- 1996: Mit dir leben
- 1998: Jeudi amour
- 1998: Bad Hair Days
- 1998: Bye Bye Bar
- 2000: Je suis seul
- 2000: Where the Wild Roses Grow (Duett mit Kuno Lauener)
- 2000: Paradies
- 2002: Kriminaltango (Duett mit Nina Hagen)
- 2003: La solitude
- 2005: Paris c’est toi
- 2005: Ich bi wie du
- 2006: Ruggewind
- 2006: Elodie
- 2008: Immer wenn du denkst
- 2008: Tout un été / Einen Sommer lang
- 2009: Gib mir was von dir
- 2011: J’ai perdu ma jeunesse
- 2011: Reste
- 2012: La nuit dehors
- 2015: Pas vu le temps passer
- 2015: Hinderem Berg
- 2015: Rien que des amis Duett mit Sina
- 2016: Paola et moi
- 2016: Cinéma
- 2016: Wo ist das Land (Duett mit Paola Felix)
- 2017: Solo por ti
- 2019: Ce soir (Duett mit Daniela Simmons)
- 2019: Tüüf underem Schnee
- 2020: Abschied von der Nacht (Duett mit Heidi Happy)
- 2021: SOS
- 2021: Le paradis blanc
- 2022: Mini Wiehnacht
- 2023: Hole In My Heart (Duett mit Eve Gallagher)
- 2023: Hole In My Heart – Juiceppe’s Deep House Mix (mit Eve Gallagher & Juiceppe)
- 2023: Träne im Wind
- 2024: Liechtli
- 2024: Jour de Neige
- 2024: Schnee vo geschter
- 2025: Tomber en Love

### Theater

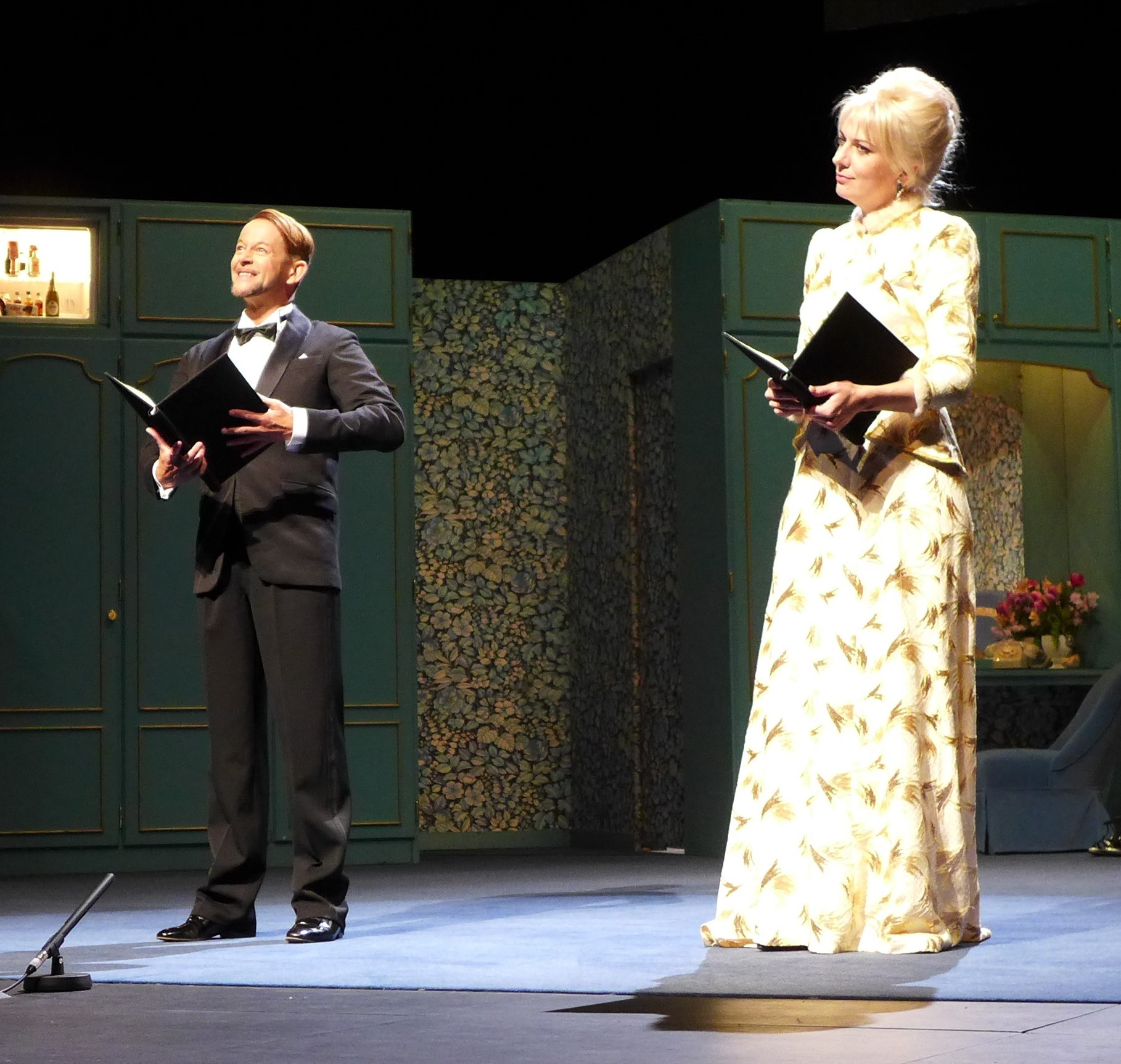
Michael von der Heide mit Tora Augestad im Stück "King Size" von Christoph Marthaler beim Festival Perspectives in der französischen Scène nationale Le Carreau

- 1996: Lina Böglis Reise – Regie: Christoph Marthaler / Theater Basel / Volksbühne Berlin / Schauspielhaus Zürich / Krakau / Budapest / Girona
- 1999: Letzte Lieder – Regie: Clemens Sienknecht / Theater Basel
- 1999: Divamix – Regie: Catriona Guggenbühl / Theater am Hechtplatz Zürich
- 2001: Der digitale Wikinger – Regie: Schorsch Kamerun / Schauspielhaus Zürich
- 2003: Das goldene Zeitalter – Regie: Christoph Marthaler, Stefan Pucher, Meg Stuart / Schauspielhaus Zürich
- 2003: Macht fressen Würde – Regie:Schorsch Kamerun / Schauspielhaus Zürich
- 2004: O.T. – Regie: Christoph Marthaler / Schauspielhaus Zürich / Haus der Berliner Festspiele (Berliner Theatertreffen / Wien (Wiener Festwochen))
- 2004: Die Schneekönigin – Regie: Schorsch Kamerun / Schauspielhaus Zürich
- 2006: Bye Bye Bar – Regie: Dominik Flaschka / Theater am Hechtplatz Zürich
- 2010: Meine faire Dame – Regie: Christoph Marthaler / Theater Basel / Valence / Staatstheater Braunschweig / Festival d’Avignon
- 2011: Hush no more – Regie: Corinna von Rad / Theater Basel
- 2012: Im weissen Rössl – Regie: Katja Früh / Casinotheater Winterthur / Rolle: Dr. Siedler
- 2012: The Black Rider – Regie: Corinna Von Rad  / Theater Basel / Rolle: Stelzfuss
- 2013: King Size – Regie: Christoph Marthaler / Theater Basel / Rolle: King’s Son / Hamburg (Kampnagel-Festival), Avignon (Oper), Zagreb, Sarajevo
- 2013: Letzte Tage. Ein Vorabend – Regie: Christoph Marthaler / Wiener Festwochen (Parlament) / Paris (Théâtre de la ville) / Staatsoper Berlin Royal Opera House
- 2014: Wanderful – Regie: Dominik Flaschka / Theater am Hechtplatz
- 2016: Cabaret (Musical) – Regie: Dominik Flaschka / Rolle: Conférencier / Bernhard-Theater Zürich
- 2019: Spuk in der Villa Stern – Regie: Christian Brey / Theater Basel / Rolle: Herr Stern
- 2019: Divamix - Regie: Catriona Guggenbühl
- 2024: The Rocky Horror Show – Regie: Christian Brey / Rolle: Riff Raff / Theater St. Gallen

### Film
- 2006: Somewhere in Between – Regie: Pierre Coulibeuf
- 2006: Jeune Homme (Filmmusik) – Regie: Christoph Schaub
- 2007: O mein Papa – Regie: Felice Zenoni
- 2007: Do You Speak Swiss – Regie: Ernst Buchmüller
- 2009: Die Märchenkönigin – Regie: Angelo Lüdin
- 2016: Von der Freude – Regie: Marc Gieriet
- 2022: Chumm mit – Regie: Daniel Felix

### Auszeichnungen
- 1995: «Goldener Thunfisch» Schweizer KleinKunstPreis
- 1996: Doppelplatinauszeichnung für die CD Ohrewürm 1
- 1998: «Silberner Hase»
- 1998: «Prix Walo»
- 2000: «Deutscher Kleinkunstpreis»
- 2000: «Coverversion des Jahres» (SRF3) für Where the Wild Roses Grow – Duett mit Kuno Lauener
- 2010: 1. Platz «Popgeschichte» Radio SRF 3 in der Sparte «Duette» mit Where the Wild Roses Grow
- 2013: «Sound of Mess»-Award – Sarajevo – für King Size – «Beste Musik in einem Theaterstück»
- 2015: Prix Walo für Wanderful – «Beste Bühnenproduktion» – mit Sandra Studer und Gardi Hutter
- 2016: 1. Platz "Mini Beiz, Dini Beiz" – SRF 1
- 2017: 1. Platz "Ich Schänke dir es Lied " – SRF 1 – Bestes Schweizer Duett: "Where the wilde roses grow" – mit Kuno Lauener
- 2017: 2. Platz "Darf ich bitten" – Tanzshow SRF 1
- 2017: Prix Walo für Cabaret – "Beste Bühnenproduktion" – Rolle: - Conférencier – Regie: Dominik Flaschka
- 2021: «Werkjahr» – Kulturpreis der Stadt Zürich in der Sparte "Pop, Jazz, Rock"
- 2022: «Bronzemedaille» – The Masked Singer Switzerland